# Gyda Sohlberg
Gyda Sohlberg (Christiania, 1864 - 1931) was een Noors pianist en zangeres.
Gyda Josephine Mathilde Sohlberg werd als vierde van elf kinderen geboren binnen het gezin van bonthandelaar Johan Vilhelm Sohlberg en Johanne Larsdatter Viker. Uit dat huwelijk kwamen ook 
- de kunstschilder Harald Sohlberg (1869-1935) voort, later de man van Lilli Rachel Hennum, de dochter van muzikant Johan Edvard Hennum en Elisabeth Guidotti, zuster van zangeres Emma Guidotti
- operazanger Thorleif Sohlberg (1878-1948).

Gyda zelf huwde in 1896 met de Zweedse wiskundige Lars Edvard Phragmén (1863 – 1937).
Gyda Sohlberg kreeg in eerste instantie pianolessen van Agathe Backer-Grondahl en vanaf 1885 gaf ze dan ook pianoles in Oslo. Daarna begon ze ook met zingen, maar na haar huwelijk verdween ze van de podia en ging ze voor haar vier kinderen zorgen.
Ze studeerde enige tijd aan het Oberlin College in Illinois. Ze woonde samen met haar man enige tijd in Chicago.
Een enkel concert:
- 24 september 1892: Logens store sal in Oslo, samen met Agathe Backer-Grøndahl, begeleid door Martin Knutzen.